# Regió de Kilimanjaro
Kilimanjaro és una de les trenta regions administratives en les quals està dividida la República Unida de Tanzània. La seva principal població és la ciutat de Moshi.

## Districtes
Aquesta regió es troba subdividida internament en sis districtes:
- Moshi Urbà
- Moshi Rural
- Hai
- Mwanga
- Rombo
- Same

## Territori i població
La regió de Kilimanjaro té una extensió de territori que abasta una superfície de 13.309 quilòmetres quadrats. A més aquesta regió administrativa té una població d'1.376.702 persones. La densitat poblacional és de 103,8 habitants per cada quilòmetre quadrat de la regió.